# Killing Machine
Killing Machine (укр. Машина для вбивств) — п'ятий студійний альбом англійського хеві-метал-гурту Judas Priest, випущений у листопаді 1978 року лейблом Columbia Records. Альбом підштовхнув гурт до більш комерційного стилю, водночас зберігаючи похмурі ліричні теми попередніх альбомів. Приблизно в той же час учасники гурту прийняли свій тепер відомий модний образ «шкіра і шпильки», натхненний інтересом Роба Гелфорда до шкіряної культури. Це останній студійний альбом гурту, у записі якого брав участь барабанщик Лес Бінкс.

## Міжнародна та американська версії
Альбом був перейменований на Hell Bent for Leather для релізу в США 28 лютого 1979 року, через суперечки щодо стрілянини в початковій школі Клівленда. Однак вокаліст Роб Гелфорд просто сказав, що їхній американський лейбл вважав назву Killing Machine занадто важкою для використання, і запропонував гурту альтернативну назву. Були побоювання, що «вбивчий підтекст» оригінальної назви буде занадто сильним, щоб великі музичні магазини захотіли поставити платівку на свої полиці. Обидві назви альбому були взяті з назв пісень на альбомі, а до американського релізу було додано «The Green Manalishi (With the Two Prong Crown)», ранній кавер на Fleetwood Mac.
Альбом також був виданий на червоному вінілі у Великій Британії.

## Огляд
З Killing Machine Judas Priest почали переходити до більш зрозумілого, комерційного формату, який відмовився від складних, фентезійних пісень, що були притаманні їхнім попереднім трьом альбомам. Хоча цей альбом все ще мав темні підтексти, він був більш заснований на реалізмі. Це знайшло своє відображення у зміні сценічних костюмів з готичних вбрань на шкіряні, а також стало реакцією на розвиток панку та нью-вейву. К. К. Даунінґ висловлював сумніви щодо нової хвилі британського хеві-металу, стверджуючи, що «кожен був повністю відданий власному шоу, власним образам». Priest були частиною впливу на NWOBHM, але не його частиною. Нове, більш просте звучання гурту було результатом кількох факторів, серед яких бажання конкурувати з енергією і швидкістю панк-року, необхідність створювати пісні, які було б легше виконувати наживо, і бажання більше сподобатися американській аудиторії.
Це перший альбом Judas Priest, на якому Ґленн Тіптон використав гітарну техніку тепінгу у своєму соло, яку популяризував Едді Ван Гален на початку того ж року з виходом популярного дебютного альбому Van Halen (який, до речі, вийшов у той же день, що і Stained Class). Це можна почути в соло «Hell Bent for Leather» і «Killing Machine».
Це також останній студійний альбом барабанщика Леса Бінкса, який приєднався до гурту на початку 1977 року під час туру на підтримку Sin After Sin. Бінкс був звільнений і замінений барабанщиком Дейвом Голландом після туру 1979 року через фінансові розбіжності, коли менеджер гурту Майк Долан хотів, щоб Бінкс «відмовився від гонорару» за гру на концертному альбомі 1979 року Unleashed in the East, який став платиновим.
Сингл «Take On the World» був спробою створити стадіонну кричалку за зразком «We Will Rock You» гурту Queen, а також кавер-версією нью-вейв-гурту The Human League під час їхнього туру 1980 року. Вплив пісні триває: у 2021 році гурт Spoon випустив сингл «Wild», у якому використано семпли барабанних партій з «Take On the World». Платівка була випущена як 7-дюймовий сингл і супроводжувалася реміксом Денніса Бовелла з тим самим барабанним патерном.
«Hell Bent for Leather» і кавер-версія пісні Fleetwood Mac «The Green Manalishi» були двома піснями з Killing Machine, які стали стандартними частинами концертного сет-листа гурту, тоді як інші пісні виконувалися рідко («Evil Fantasies», «Running Wild», «Rock Forever» і «Take On the World») або не виконувалися зовсім. «Running Wild» і «Delivering the Goods» стали постійними елементами сет-листів туру на підтримку Firepower у 2018 році після того, як не виконувалися з 1980 року, а заголовний трек повернувся до сет-листів гурту на концерті в Парижі в січні 2019 року після 40-річної відсутності.
Тексти пісень на альбомі були дещо спрощені у порівнянні з попередніми альбомами гурту, адаптовані до більш мейнстрімного формату арена-року, але інструментальне звучання зберегло характерну для гурту агресивність з більш важкими гітарними рифами та елементами впливу блюзу, що повернулися в деяких піснях. Альбом отримав золотий сертифікат RIAA.

## Список композицій
| Сторона А | Сторона А               | Сторона А                                | Сторона А  |
| #         | Назва                   | Автор                                    | Тривалість |
| --------- | ----------------------- | ---------------------------------------- | ---------- |
| 1.        | «Delivering the Goods»  | Роб Гелфорд, К. К. Даунінґ, Ґленн Тіптон | 4:16       |
| 2.        | «Rock Forever»          | Гелфорд, Даунінґ, Тіптон                 | 3:19       |
| 3.        | «Evening Star»          | Гелфорд, Тіптон                          | 4:06       |
| 4.        | «Hell Bent for Leather» | Тіптон                                   | 2:41       |
| 5.        | «Take On the World»     | Гелфорд, Тіптон                          | 3:00       |

| Сторона Б | Сторона Б | Сторона Б                | Сторона Б  |
| #         | Назва | Автор                    | Тривалість |
| --------- | --- | ------------------------ | ---------- |
| 6.        | «Burnin' Up» | Даунінґ, Тіптон          | 4:07       |
| 7.        | «The Green Manalishi (With the Two-Pronged Crown)» (Fleetwood Mac кавер-версія; спочатку ексклюзивно для Hell Bent for Leather, згодом додана до пізніших випусків Killing Machine) | Пітер Ґрін               | 3:23       |
| 8.        | «Killing Machine» | Тіптон                   | 3:01       |
| 9.        | «Running Wild» | Тіптон                   | 2:58       |
| 10.       | «Before the Dawn» | Гелфорд, Даунінґ, Тіптон | 3:23       |
| 11.       | «Evil Fantasies» | Гелфорд, Даунінґ, Тіптон | 4:15       |

| Бонус-треки перевидання 2001 року | Бонус-треки перевидання 2001 року                                                         | Бонус-треки перевидання 2001 року | Бонус-треки перевидання 2001 року |
| #                                 | Назва                                                                                     | Автор(и)                          | Тривалість                        |
| --------------------------------- | ----------------------------------------------------------------------------------------- | --------------------------------- | --------------------------------- |
| 12.                               | «Fight for Your Life» (Записано в 1982 під час сесій Screaming for Vengeance)             | Гелфорд, Даунінґ, Тіптон          | 4:06                              |
| 13.                               | «Riding on the Wind» (Живий виступ на фестивалі US Festival, що в Деворе; 29 травня 1983) | Гелфорд, Даунінґ, Тіптон          | 3:16                              |

## Учасники запису
Judas Priest
- Роб Гелфорд — вокал
- К. К. Даунінґ — гітари
- Ґленн Тіптон — гітари, клавішні на «Before the Dawn»
- Іен Гілл — бас-гітара, крім «Take On the World»
- Лес Бінкс — ударні, крім «Before the Dawn»
- Дейв Голланд — ударні (бонус-треки)

Продюсування
- Продюсування Джеймса Ґатрі та Judas Priest
- Інженер Джеймс Ґатрі, асистували Деміан Корнер, Ендрю Джексон, Кевін Деллімор та Ендрю Кларк
- Дизайн обкладинки: Рослав Шайбо
- Фотографія Боба Елсдейла

## Чарти
| Чарти (1978-1979)     | Найвища позиція |
| --------------------- | --------------- |
| Японія (Oricon)       | 62              |
| Велика Британія (OCC) | 32              |
| США (Billboard 200)   | 128             |

## Сертифікації
| Регіон                                             | Сертифікація | Продажі  |
| -------------------------------------------------- | ------------ | -------- |
| Канада (Music Canada)                              | Платиновий   | 100 000^ |
| США (RIAA)                                         | Золотий      | 500 000^ |
| ^відвантаження, що базуються лише на сертифікаціях |              |          |